# Leif Panduro
Leif Thormod Panduro (Frederiksberg, 18 april 1923 - Asserbo (Melby), 16 januari 1977) was een van de meest populaire Deense schrijvers en toneelschrijvers in het midden van de twintigste eeuw.

## Jeugd
Leif Panduro was de zoon van Aage Petersen en Anne Johanne Petersen, geboortenaam Panduro. Hij heeft als doopnaam Leif Thormod Petersen meegekregen, maar korte tijd na zijn geboorte scheidden zijn ouders, en daarna nam hij samen met zijn moeder haar geboortenaam Panduro aan. Kort na de scheiding werd zijn moeder Anne Johanne Panduro opgenomen in het staatsziekenhuis, waarna Leif Panduro in een kindertehuis terechtkwam en later werd hij verzorgd door Gregers Panduro, zijn oom van moeders zijde, samen met diens vrouw “tante Risse”, in de Deense stad Ringsted. Hier kreeg hij een hechte relatie met zijn neef Rudi, waar hij samen mee opgroeide, terwijl hij op bijzonder slechte voet stond met zijn oom en tante, die hem ervaarden als een moeilijk kind. Het lukte Panduro nooit zijn moeder te bezoeken in het asiel, en hij ging evenmin naar haar begrafenis. Hij werd geplaagd door de angst dat hij mogelijk geestesziekte van zijn moeder geërfd had; zijn oom Gregers moest twee zussen ten grave brengen, eerst toen de manisch-depressieve Jessica zelfmoord pleegde in 1949, daarna Anne Johanne, die stierf door hartfalen na 24 jaar te zijn opgenomen in het staatsziekenhuis te Nykøbing F. Als kind was zij erg nerveus en overspannen geweest, en toen haar zoon zes jaar oud was, werd haar huis ontbonden na haar uiteindelijke instorting. Toch werd zij altijd zeer verheugd door het bezoek van haar schoonzus “Risse” en diens dochter Hanne, die giechelden, obsceniteiten aan haar vertelden en zich tegoed deden aan eten en drinken, wanneer zij haar meenamen naar de lunchroom van het ziekenhuis. Zij verwisselde de namen, riep naar een man, die zij een keer in het vizier kreeg in een bos: “Ik heb jou gezien, Aage Petersen!” Deze Aage Petersen was Panduro’s vader. Over de zoon, die zij nooit zag, had zij haar eigen gedachten, en wanneer “Risse” haar vertelde, dat Leif Panduro tandarts zou worden, maakte zij haar bezwaren kenbaar tegen dat hij bij haar aanwezig zou zijn in de lunchroom van het ziekenhuis.

## Tweede Wereldoorlog
Leif Panduro was actief geworden als verzetsman en werd geraakt door een geweerschot op de dag van bevrijding. Zijn vader was nazi en werd geliquideerd door de verzetsbeweging. Slechts in het laatste jaar voor zijn eigen dood sprak Panduro openlijk over de liquidatie van zijn vader. In april 1976 publiceerde Jens Branner een aantal gesprekken over angst in de krant Politiken, waar Panduro dit vertelde: “Ik kende mijn biologische vader bijna niet. Ik zag hem slechts die keren, toen ik zelf mijn alimentatie bij hem zou halen, binnen in de Vrijmetselaarsloge." Tegen het einde van de oorlog was Panduro lid van een van de wachtgroepen van het leger en was bang om naar de Blegdamsweg in Kopenhagen te gaan om het geld van zijn vader te halen:  “Je wist nooit waar het geld vandaan was gekomen.” Toen vader en zoon eens samen de trein namen richting Glostrup, waar de vader woonde met zijn nieuwe echtgenote en hun twee zonen, riep Aage Petersen in de trein op tot sabotage: “Jullie zullen allemaal worden neergeschoten!” De overige passagiers keken op, en Panduro trachtte zijn vader te kalmeren. Later vroeg hij zijn vader om geld om te kunnen vluchten naar Zweden en hij kreeg van hem 500 kronen. In Zweden zou hij slechts zes weken verblijven.

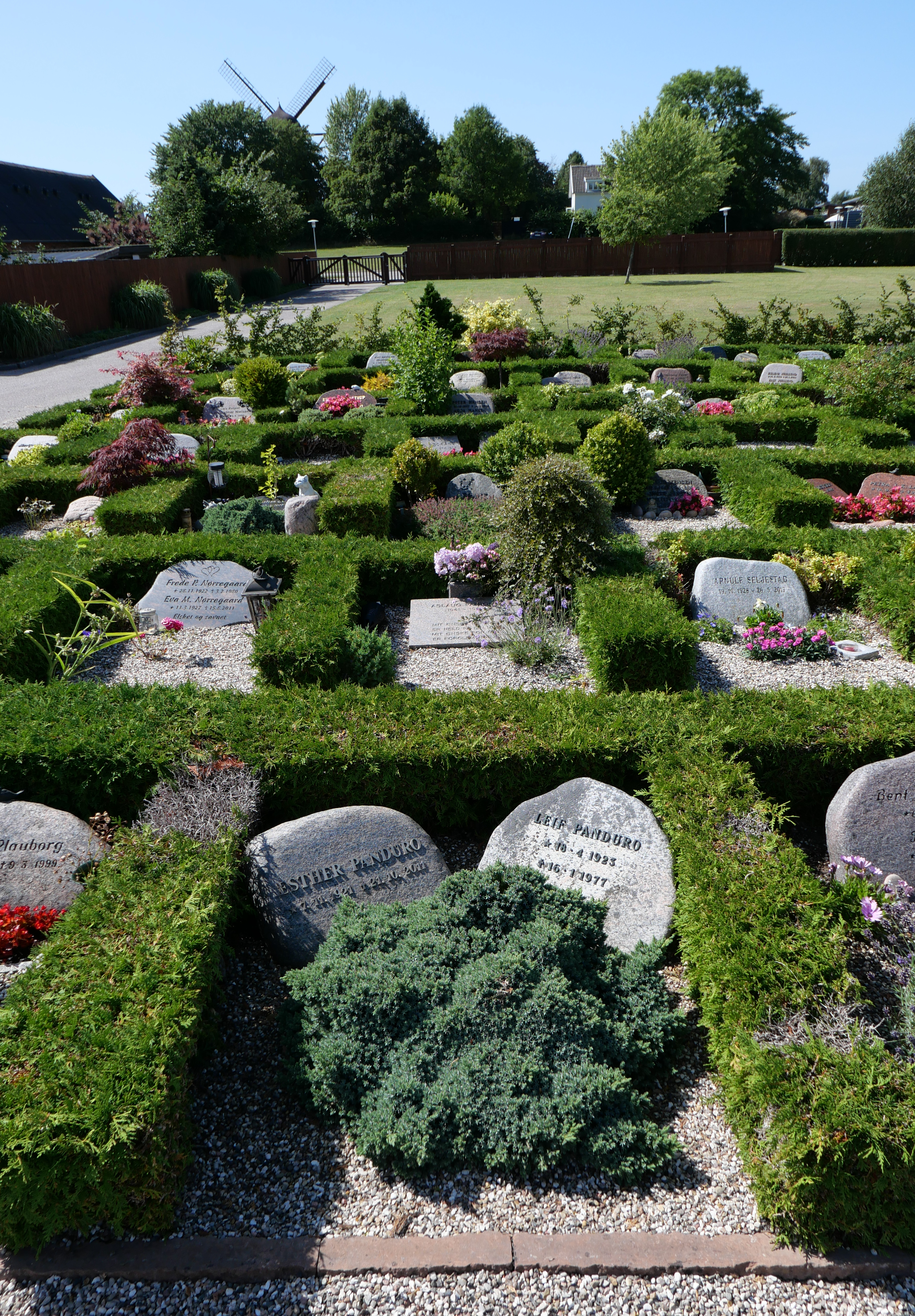
Het graf van Panduro

De dag na de liquidatie van zijn vader, las Panduro in de krant in een kort telegram van Ritzau (Deens persbureau) over een moord: “Woensdag half negen werden Aage Petersen en gevolmachtigde in de tweede afdeling van het magistraat, Vikelsø-Jensen, gedood in Nørre Allé in Glostrup.” Hij erfde de jas die zijn vader aan had gehad toen hij vermoord werd, en noemde deze jas “die met de 9-mm-mottengaten”. Enkele maanden na de oorlog zag hij voor de eerste keer de foto van zijn gestorven vader in het boek 5 jaar – De bezetting in foto’s van Ernst Mentzes. In het interview met Branner zegt hij: “Zo is dus alles verkeerd aan mij?  Maar welke schuld kan mij verweten worden dat mijn vader een nazi was?... Hij heet Petersen en ik heet Panduro. Maar ik heb altijd met de angst geleefd, dat dat zou worden ontdekt. Ten slotte had ik constant schuldgevoelens… Ik heb mijn eigen private ruimte gecreëerd, maar uitwendig werd ik tot een masker, stijf. En ik heb verdrongen, toen ik niet langer durfde te leven met de vele gezichten van de angst.

## Carrière
Hij werd tandarts in 1947, maar had geen succes in het vak en hij ging bankroet. Hij was geliefd bij zijn patiënten, maar kon niet omgaan met de bijkomende verantwoordelijkheid. In 1948 was hij in het huwelijk getreden met Esther Larsen (1921-2011), die hij had leren kennen tijdens de tandartsopleiding, en die ook tandarts zou worden; ze kregen twee zonen. Hij was woonachtig in Zweden van 1949 tot 1956 en werkte ook aldaar als tandarts.
Leif Panduro is ook een tijd tandarts geweest op de school Danmarksgades in Esbjerg.
Leif Panduro is de halfbroer van de Deense jurist Ulrich Horst Petersen.

## Schrijverschap
Leif Panduro debuteerde als schrijver met Av, min guldtand (Au, mijn gouden tand) uit 1957, en het volgende jaar verscheen Rend mig i traditionerne (Hoepel op met die tradities), die achteraf gezien tot klassiekers in de Deense literatuur beschouwd kunnen worden.
Zijn werken zijn vaak satirisch en maatschappijkritisch zonder al te direct mensen in het algemeen te bekritiseren. Panduro werd populair door de vele humoristische personages en situaties, die steeds weer voorkwamen in zijn boeken. Na zijn overlijden riep Ghita Nørby uit: “Wie zal ons voortaan vertellen wie wij zijn?”
Afgezien van zijn vele boeken schreef hij ook nog filmmanuscripten zoals Farvel Thomas (Vaarwel Thomas) uit 1968, Rundt om Selma (Rondom Selma) uit 1971 en de crimiserie Ka’ De li’ østers? (Kunnen zij oesters verdragen?) uit 1967).

Leif Panduro ontving onder ander de Herman Bangs Mindelegat in 1966, De Gyldne Laurbær in 1970 en Det Danske Akademis Store Pris in 1971. Hij werd lid van Det Danske Akademi in 1976.